# PJ-10 BrahMos

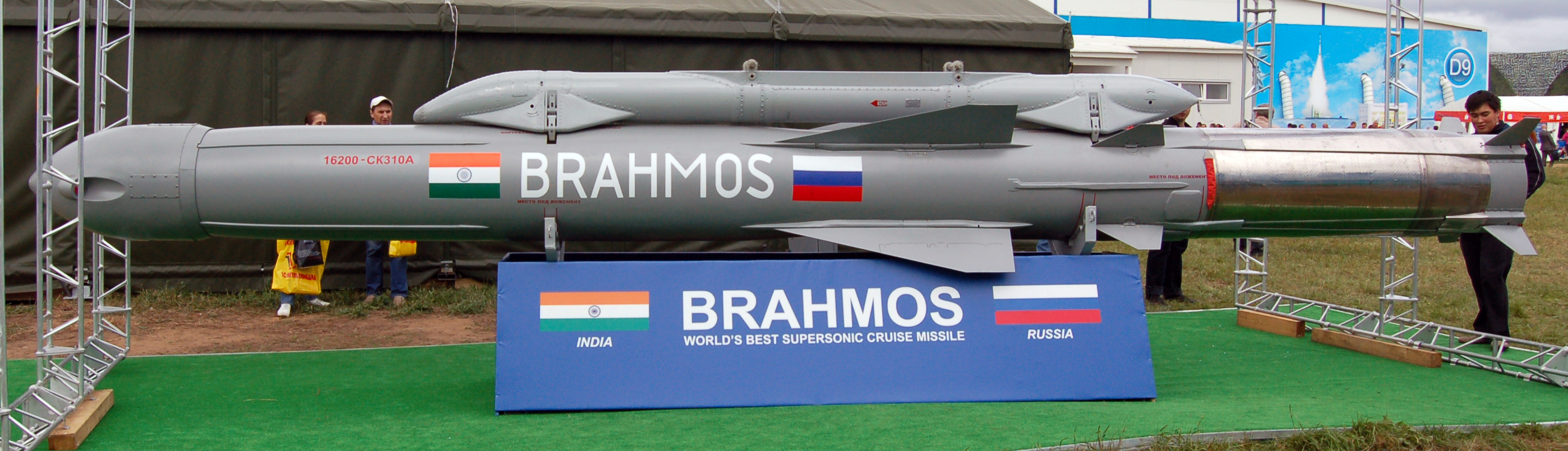
Makieta przewidywanej wersji pocisku lotniczego

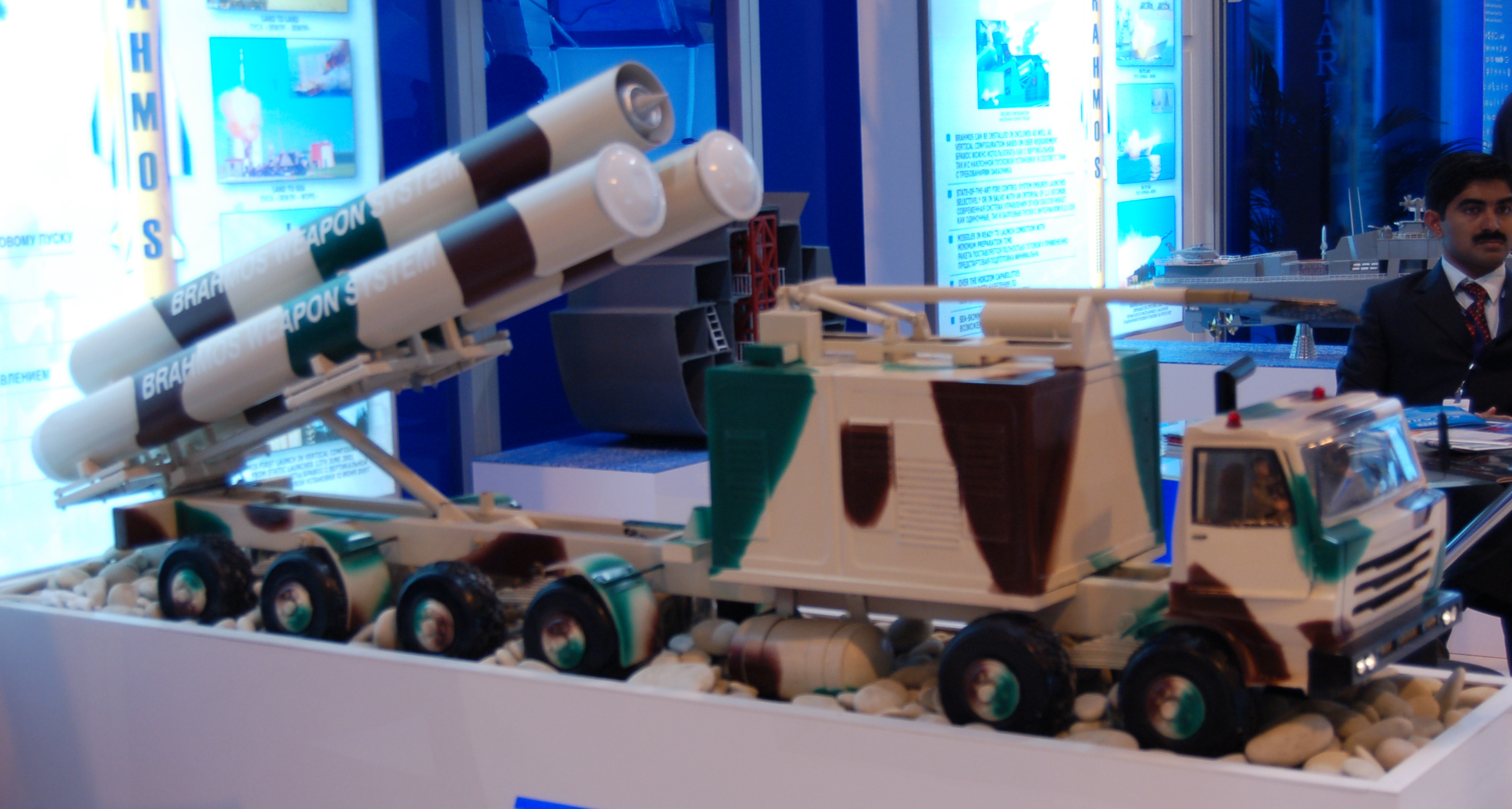
Model wyrzutni lądowej

PJ-10 BrahMos – indyjsko-rosyjski ponaddźwiękowy pocisk manewrujący. W podstawowej wersji jest to pocisk przeciwokrętowy klasy woda-woda, przeznaczony do zwalczania celów naziemnych (woda-ziemia). Istnieje także wersja pocisku ziemia-ziemia, a w trakcie rozwoju są wersje wystrzeliwane z powietrza i spod wody (okrętów podwodnych).

## Historia
Pocisk BrahMos jest rozwijany w kooperacji rosyjsko-indyjskiej na bazie rosyjskiego pocisku P-800 Oniks (o eksportowej nazwie Jachont). Pierwszy start rosyjskiego pocisku na poligonie lądowym miał miejsce 12 czerwca 1991 roku. Indie przystąpiły do programu w lutym 1998 roku. Za rozwój pocisku odpowiada konsorcjum BrahMos Aerospace Private Limited, w którym Indyjskie DRDO (Defence Research and Development Organization – Organizacja Badawczo-Rozwojowa Obrony), podległe Ministerstwu Obrony Indii, ma 50,5% udziałów, a rosyjski NPO Maszynostrojenije 49,5% udziałów. Nazwa pochodzi od zbitki rzek Brahmaputra i Moskwa.
12 lutego 2003 roku odbyło się pierwsze odpalenie BrahMosa z wyrzutni okrętowej na indyjskim okręcie wojennym (niszczycielu „Rajput”). Od 2006 roku prowadzone były próby docelowej wyrzutni pionowej, kadłubowej. Od tego czasu pocisk wszedł do uzbrojenia niektórych indyjskich okrętów.
W czerwcu 2007 roku pocisk został przyjęty na stan uzbrojenia armii indyjskiej w wersji lądowej ziemia-ziemia.

## Opis
Pocisk ma klasyczny układ rakiety; z czterema, symetrycznie rozmieszczonymi na obwodzie krótkimi, trapezowymi, składanymi skrzydłami oraz czterema sterami przy końcu kadłuba. Z przodu cylindrycznego kadłuba jest wlot powietrza do silnika, ze stożkiem centralnym, kryjącym stację radiolokacyjną. Napęd marszowy stanowi silnik strumieniowy opracowany przez rosyjskie NPWO Płamia, o ciągu 40 kN. Start następuje dzięki silnikowi rakietowemu na stały materiał pędny, umieszczonego w dyszy wylotowej silnika marszowego. Pocisk ma też cztery stery gazodynamiczne w dyszy silnika. Ładunek wybuchowy ma masę 200 kg, a jego siłę niszczącą zwiększa duża energia kinetyczna pocisku.
Pocisk może lecieć do celu w jednym z dwóch trybów: na dużej lub na małej wysokości. W pierwszym trybie pocisk leci po wystrzeleniu na wysokości ok. 14 000 m z prędkością do Ma 2,6, a dopiero przed celem obniża wysokość do ok. 15 m. Wadą takiego trybu jest większe prawdopodobieństwo wykrycia pocisku za pomocą radaru, lecz większy jest wówczas jego zasięg (do 290 km) i prędkość lotu. W trybie lotu na małej wysokości (10–15 m nad wodą), pocisk leci z prędkością Ma 2,0, a zasięg wynosi 120 km.
W podstawowej wersji przeciwokrętowej, pocisk wystrzeliwany jest do celu wykrytego przez systemy okrętu lub zewnętrzne źródła rozpoznania. W pierwszej fazie lotu pocisk kierowany jest autonomicznie – bezwładnościowo, a po przejściu do strefy celu przechodzi na samonaprowadzanie pasywno-aktywne. Głowica radiolokacyjna, działając w trybie pasywnym, naprowadza się na fale elektromagnetyczne emitowane przez cel i odpowiadające jego charakterystyce. Jeśli nie wykryto takich fal, wówczas głowica poszukuje celu w trybie aktywnym radarowym. Po namierzeniu celu głowica ponownie przechodzi w tryb pasywny, w celu zminimalizowania możliwości ostrzeżenia przeciwnika przez własną emisję radarową. Bezpośrednio przed uderzeniem pocisk potwierdza parametry celu w trybie aktywnym. Duży okręt może być zlokalizowany z odległości  ok. 75 km przy locie na dużej wysokości lub 5-10 km przy locie nad wodą. Kąt poszukiwania głowicy wynosi po 45° od osi. Pocisk może wykonywać programowane lub losowe manewry unikowe, a w celu zminimalizowania zakłóceń aktywnych emitowanych przez cel, stacja radiolokacyjna zmienia parametry działania.
Początkowo pociski na okrętach były wystrzeliwane z pojemnikowych wyrzutni SM-403, a od 2006 wprowadzono docelowe wyrzutnie pionowe kadłubowe. Próby prowadzono na niszczycielu "Rajput", na którym dwie pary wyrzutni ustawiono po bokach nadbudówki dziobowej w miejscu dwóch wyrzutni używanych do tej pory pocisków P-22, a od 2006 roku zamontowano wyrzutnię pionową na rufie, w miejsce dotychczasowej wyrzutni pocisków plot M-1 Wołna.